# Anđelko Klobučar
Anđelko Klobučar (Zagreb, 11. srpnja 1931. – Zagreb, 7. kolovoza 2016.), bio je hrvatski skladatelj, orguljaš, glazbeni pedagog i akademik.

## Životopis
Studirao je na Muzičkoj akademiji u Zagrebu. Usavršavao se u Salzburgu i Parizu kod Andréa Joliveta. Od 1956. radio je kao srednjoškolski nastavnik u Zagrebu. Bio je dugogodišnji profesor teorijskih predmeta na Muzičkoj akademiji u Zagrebu: od 1968. kao docent, a od 1983. do umirovljenja 2006. kao redoviti profesor. Kao profesor orgulja na Muzičkoj Akademiji u Zagrebu djelovao je samo 1972. i 1973. godine. Njegovi diplomanti orgulja bili su Hvalimira Bledšnajder (1972.), Jesenka Tješić (1972.) i Krešimir Galin (1973.). Djelovao je i kao vrlo uspješan orguljaš u domovini i inozemstvu. Bio je stalni je orguljaš Stolne crkve (katedrale) u Zagrebu u razdoblju od 1958. do 2004. godine, a od 1987. godine tu poziciju dijelio je s Hvalimirom Bledšnajder. Posebno se isticao kao promicatelj i obnovitelj hrvatske crkvene glazbene baštine, pri čemu je slijedio uzorne prethodnike cecilijanskoga pokreta, poglavito Franju Dugana, Franju Lučića i Albu Vidakovića. Kao skladatelj i orguljaš najviše je pridonio orguljskoj glazbi. Pisao je zborske skladbe, komorna glazbena djela i filmsku glazbu. Bio je član Hrvatskoga društva skladatelja, Hrvatskoga društva glazbenih teoretičara te počasni član Hrvatskoga društva glazbenih umjetnika. Od 1992. bio je redoviti član Hrvatske akademije znanosti i umjetnosti.
Od 1958. do 1963. glazbeni je suradnik Dubrava filma u Zagrebu, kada kao plodan autor i spretan improvizator započinje rad na svom velikom i značajnom opusu filmske glazbe. Autor je glazbe za veliki broj dokumentarnih filmova. Posebno je važna njegova autorska suradnja na animiranom filmu u zlatno doba Zagrebačke škole crtanog filma. Autor je glazbe i za dvadesetak igranih filmova, uključujući i antologijska ostvarenja ponajboljih hrvatskih redatelja kao što su Breza Ante Babaje, U gori raste zelen bor Antuna Vrdoljaka ili Tajna Nikole Tesle Krste Papića.

## Popis djela

### Orkestralne i koncertantne skladbe
- Passacaglia za gudački orkestar (1953.)
- Tri stavka za gudački orkestar (1954.)
- Varijacije za simfonijski orkestar (1955.)
- Carevo novo ruho, suita za simfonijski orkestar (1960.)
- Simfonija za orkestar (1966.)
- Muzika za gudače (1967.)
- Studija za simfonijski orkestar (1970.)
- Tri ugođaja za gudače (1973.)
- Koncert za orgulje i simfonijski orkestar (1983.)
- Concertino za dva kontrabasa i gudače (1983.)
- Triptih za gudače i čembalo (1985. )
- Diptih za rog i gudače (1986.)
- Concertino za orgulje, gudače i timpane (1987.)
- Muzika za orgulje i simfonijski orkestar (1987.)
- Koncert za violinu i gudače (br. 1, 1989.)
- Koncert za violinu i gudače (br. 2, 1992.)
- Collage za gudače (1998.)
- Koncert za orgulje i timpane (1998.)
- Gregorijanski triptih za puhački orkestar (1999.)

### Vokalne skladbe
- Zborovi a capella
- Madrigali (1955. – 1968.)
- Naša zemlja  (1956.)
- Ljubav  (1957.)
- U spomenar, ciklus pjesama za bariton i glasovir (1959.) na stihove Dubravka Ivančana
- Balade Petrice Kerempuha, kantata za mješoviti zbor i dva glasovira (1960. / 1969. za mješoviti zbor i orkestar) na stihove Miroslava Krleže
- Misa za mješoviti zbor i orgulje (1964.)
- Skromna kantata za mješoviti zbor i orkestar (1965.)
- Misa za muški zbor i orgulje (1973.)
- Crne vode, ciklus pjesama za sopran i glasovir (1973.) na stihove Dragutina Tadijanovića
- Zeleni gušter, ciklus pjesama za tenor i komorni sastav, (1975.) na stihove Josipa Novosela
- Trenutci, ciklus pjesama za mezzosopran i glasovir (1978. / 1980. za mezzosopran i gudački kvartet) na stihove Dobriše Cesarića
- Svečana misa za mješoviti zbor, puk i orgulje (1984.)
- Tri duhovna stiha za dva soprana i glasovirski trio (1990. / 1994. za dva soprana i gudače)
- Aurea bulla 1242 za bariton, mješoviti zbor i orkestar (1992.)
- Lice osame, ciklus pjesama za bariton i glasovir (1993.) na stihove Ivana Goluba
- Molitva za dva soprana i gudače (1994.)
- Papinska misa (uz 900. obljetnicu Zagrebačke biskupije) za mješoviti zbor, bariton, puk i orgulje/puhački orkestar (1994.)
- Staroslavenska misa za mješoviti zbor i orgulje (1995.)
- Va selu jednom za bariton i gitaru (1998.) na stihove Ivana Goluba

### Komorna glazba
- Suita za obou i glasovir (1958.)
- Elegija za klarinet i glasovir (1964.)
- Pet minijatura za klarinet i glasovir (1966.)
- Sonata za violončelo i glasovir (1966.)
- Diptih za violončelo i glasovir (1966.)
- Sonata za klarinet i glasovir (1968.)
- Duo za flautu i harfu (1968.)
- Canzona za rog i orgulje (1968.)
- Kontrasti za klarinet i glasovir (1969.)
- Sonata za rog i orgulje (1970.)
- Suita (Cavallin) za klarinet i glasovir (1970.)
- Sonata za violu i glasovir (br.1, 1970.)
- Klavirski trio (br. 1, 1971.)
- Kvartet klarineta (1971.)
- Puhački kvintet  (br. 1, 1971.)
- Gudački kvartet  (br. 1, 1972.)
- Largo - Con brio za klarinet i glasovir (1972. )
- Sonata za violu i glasovir (br. 2, 1973.)
- Klavirski trio (br. 2, 1973.)
- Gudački kvartet  (br. 2, 1974.)
- Sonata za violinu i glasovir (br. 1, 1974.)
- Klavirski kvartet  (1975.)
- Epizode za klarinet i glasovir (1975.)
- Tri stavka za flautu, obou i klarinet (1975.)
- Puhački kvintet  (br. 2, 1975.)
- Sekvence za klarinet i glasovir (1976.)
- Puhački trio (1977.)
- Skica za violončelo i glasovir (1979.)
- Sonatina za dva glasovira (1979.)
- Suita za deset puhača (1979.)
- Sonata za violinu i glasovir (br. 2, 1980.)
- Duo za fagot i violončelo (1980.)
- Kvartet trombona (Fanfare, Lamento, Alla marcia, 1980.)
- Puhački kvintet  (br. 3, 1981.)
- Diptih za rog i orgulje (1982.)
- Sonata za alt saksofon i glasovir (1982.)
- Diptih za glasovir četveroručno (1984.)
- Tri stavka za gitarski trio (1985.)
- Stavak za rog i gudački kvartet (1988.)
- Varijacije za dva glasovira (1989.)
- Gudački kvartet  (br. 3, 1989.)
- Arioso e allegro za rog i orgulje (1990.)
- Gudački kvartet  (br. 4, 1991.)
- Rapsodija za violinu i glasovir (1991.)
- Glazba za kvartet (za klarinet, violinu, violončelo i glasovir, 1991.)
- Scherzo za sedam puhača (1992.)
- Stavak za komorni ansambl (1993.)
- Passacaglia za dvije gitare i kontrabas (1994.)
- Kvintet za orgulje i gudački kvartet (1995.)
- Tri stavka za flautu i gudački kvintet (1996.)
- Duo za basklarinet i marimbu (1997.)
- Uskrsnu Isus, partita na napjev iz CO za gudački kvartet (1997.)
- Glasovirski kvartet  (1998.)
- Trio za violinu, rog i orgulje (1999.)
- Gudački kvartet  (br. 5, 2000.)

### Skladbe za sologlazbala
- Mala suita za glasovir (1952.)
- Passacaglia za orgulje (br.1, 1952.)
- Minijature za glasovir (1957.)
- Sonatina za glasovir (1964.)
- Triptih za orgulje (1965.)
- Sonata za orgulje (br.1, 1966.)
- Sonata za orgulje (br.2 1968.)
- Diptih za harfu (1968.)
- Skice za glasovir (1969.)
- Piece en mosaique za orgulje (1969.)
- Studija za harfu (1971.)
- Fantazija i toccata za orgulje (1971.)
- Pet stavaka za orgulje (1974.)
- Freske za orgulje (1974.)
- Hommage à Checcini za orgulje (1976.)
- Preludij, interludij & postludij za orgulje (1976.)
- Epithlam za orgulje (1977.)
- Monolog za klarinet (1979.)
- Musica festiva za orgulje (1980.)
- Sonata za orgulje (br.3 1981.)
- Monolog za kontrabas (1982.)
- Pjesma stvorova za orgulje (1982.)
- Koralna fantazija za orgulje (1984.)
- Vitrail za orgulje (1987.)
- Jubilatio za orgulje (1987.)
- Offrende à Marie za orgulje (1988.)
- Passacaglia za orgulje (br.2, 1988.)
- Preludij, arioso i toccata za glasovir (1991.)
- Sonata za gitaru (1993.)
- Collage za orgulje (1995.)
- Finale za orgulje (1995.)
- U čast sv. Dujma, suita za orgulje (1995.)
- Božićne minijature za orgulje (1995.)
- Cantabile e scherzo za orgulje (1996.)
- Tri preludija za harfu (1996.)
- Preludiji za orgulje (1997.)
- Rondo za orgulje (1999.)
- Tokata i fuga "Danijel Drilo" za orgulje (2005.)
- Hommage à Bach za orgulje (2012.)

### Rekonstrukcije i obradbe
- Julije Bajamonti: Prijenos sv. Dujma (1970.)
- Ivan Šebelić: Misa
- Petar Knežević: Misa v hrvatski jazik
- Fortunat Pintarić: Preludiji i fuge
- Janko Drašković: Plesovi, preradba za puhački trio
- Minijature iz orguljaške knjižice Klanječkog samostana

### Filmska glazba (1958. – 1995.)
- Luka radosti – dokumentarni film, režija: Srećko Weygand, Zagreb film, 1958.
- Jaje – crtani film, režija: Vatroslav Mimica, Zora film, 1959.
- Jurnjava za motorom – igrani film, režija: Branko Majer, Zora film, 1959.
- Adam i Eva – crtani film, režija: Ivo Vrbanić, Zagreb film, 1960.
- Antun Augustinčić – dokumentarni film, režija: Šime Šimatović, Zagreb film/SDF, 1960.
- Dozvane vode – dokumentarni film, režija: Frano Vodopivec, Zora film i Zagrebački velesajam, 1960.
- Naše slobodno vrijeme – dokumentarni film, režija:  Stipe Delić, Zagreb film, 1960.
- Nove obale – dokumentarni film, režija: Hrvoje Sarić, Zora film, 1960.
- Povijest jednog lista – dokumentarni film, režija: Ivo Tomulić, Zagreb film, 1960.
- Proljetni zvuci – crtani film, režija: Vladimir Jutriša i Aleksandar Marks, Zagreb film, 1960.
- Slučaj kokoši koja nije mogla snesti jaje – crtani film, režija: Nikola Kostelac, Zagreb film, 1960.
- Slučaj ružne košute – crtani film, režija: Slavko Marjanc, Zagreb film, 1960.
- Slučaj soprano tube – crtani film, režija: Nikola Kostelac, Zagreb film, 1960.
- Žute i plave poljane – dokumentarni film, režija: Frano Vodopivec, Zora film, 1960.
- Bodljan pticolovac – lutkarski animirani film, režija: Mate Bogdanović, Zora film, 1961.
- Carevo novo ruho – igrani film, režija: Ante Babaja, Jadran film, 1961.
- Dva + dva = tri – lutkarski animirani film, režija: Andre Lušičić, Zora film, 1961.
- Kovačev šegrt – crtani film, režija: Zlatko Bourek, Zagreb film/SCG, 1961.
- Slučaj luđaka s brkovima – crtani film, režija: Pavle Radimiri, Zagreb film, 1961.
- Slučaj senatora koji nije mogao govoriti – crtani film, režija: Ismet Voljevica, Zagreb film, 1961.
- Tragom šume – dokumentarni film, režija: Frano Vodopivec, Zora film, 1961.
- Ivan Meštrović – dokumentarni film, režija: Šime Šimatović, Zora film, 1962.
- Jury – igrani film, režija: Ante Babaja, Zora film, 1962.
- Otvoreni horizonti – dokumentarni film, režija: Rudolf Sremec, Zora film, 1962.
- Priča o djevojčici i sapunu – igrani film, režija: Obrad Gluščević, Zora film, 1962.
- Strah – lutkarski animirani film (prerada), režija: Andre Lušičić, Zora film, 1962.
- Jedan puta jedan jednako jedan – crtani film, režija: Zvonimir Lončarić, Zagreb film/SCF, 1963.
- Ljubav – igrani film, režija: Ante Babaja, Zagreb film/SDF; 1963.
- Peti – crtani film, režija: Pavao Štalter i Zlatko Grgić, Zagreb film/SCF, 1963.
- Vrata – igrani film, režija: Branko Majer, Zagreb film, 1963.
- Drežnica – dokumentarni film, režija: Slavko Goldstein, Zagreb film/SDF, 1964.
- Izložba – igrani film, režija: Mladen Pejaković i Branko Majer, Zagreb film, 1964.
- Jedan + jedan = jedan – crtani film, režija: Zvonimir Lončarić, Zagreb film, 1964.
- Minijatura u Jugoslaviji – dokumentarni film, režija: Rudolf Sremec, Zagreb film/SDF, 1964.
- Putokazi stoje na mjestu – dokumentarni film, režija: Ante Babaja, Zagreb film, 1964.
- Vau, vau – crtani film, režija: Boris Kolar, Zagreb film, 1964.
- Matoš naš svagdašnji – dokumentarni film, režija: Branko Majer, Zagreb film, 1965.
- Muzikalno prase – crtani film, režija: Zlatko Grgić, Zagreb film, 1965.
- Suvišan čovjek – igrani film, režija: Branko Majer, Zagreb film/SDF, 1965.
- Tijelo – dokumentarni film, režija: Ante Babaja, Zagreb film/SDF, 1965.
- Kabina – dokumentarni film, režija: Ante Babaja, Zagreb film/SDF, 1966.
- Od 3 do 22 – dokumentarni film, režija: Krešo Golik, Zagreb film, 1966.
- Pasji život – crtani film, režija: Zdenko Gašparović, Zagreb film/SCF, 1966.
- Predvečerje – dokumentarni film, režija: Eduard Galić, Zagreb film/SDF, 1966.
- Sajmište – dokumentarni film, režija: Branko Majer, Zagreb film, 1966.
- Varijacije na temu OKI – dokumentarni film, režija: Frano Vodopivec, Zagreb film, 1966.
- Breza – igrani film, režija: Ante Babaja, Jadran film, 1967.
- Crne ptice – igrani film, režija: Eduard Galić, Croatia film/Viba film/Produkcijska grupa Most, 1967.
- Kutije – crtani film, režija: Pavao Štalter, Zagreb film/SCF, 1967.
- Duša naša zagorski je kraj – dokumentarni film, režija: Milica Borojević, FAS, 1968.
- Heroj u starom željezu – dokumentarni film, režija: Branko Majer, FAS, 1968.
- Ples gorila – crtani film, režija: Milan Blažeković, Zagreb film/SCF, 1968.
- Brđani i donjani – dokumentarni film, režija: Obrad Gluščević, Zagreb film, 1969.
- Kad čuješ zvona – igrani film, režija: Antun Vrdoljak, FRZ/YU FRZ/Servis UFRS, 1969.
- Mala sirena – crtani film, režija: Aleksandar Marks i Vladimir Jutriša, Zagreb film/SCF, 1969.
- Mirko Rački – dokumentarni film, režija: Radovan Ivančević, Filmoteka 16, 1969.
- Na dnu – crtani film, režija: Zlatko Pavlinić, Zagreb film, 1969.
- Pauk – crtani film, režija: Aleksandar Marks i Vladimir Jutriša, Zagreb film/SCF, 1969.
- Plavi svijet – igrani film, režija: Tomislav Kurelac, Zagreb film, 1969.
- Stećci – dokumentarni film, režija: Bogdan Žižić, Zagreb film/SDF, 1969.
- Za kruh i slobodu – dokumentarni film, režija: Branko Majer, Mozaik film (Zagreb), 1969.
- Iz povijesti farmacije i medicine – dokumentarni film, režija: Bogdan Žižić, Zagreb film, 1970.
- Na vrhu – crtani film, režija: Zlatko Pavlinić, Zagreb film/SCF, 1970 .
- Vojin Bakić – dokumentarni film, režija: Radovan Ivančević, Filmoteka 16, 1970.
- Gallery – crtani film, režija: Zlatko Pavlinić, Zagreb film/SCF, 1971.
- Katolička crkva u Hrvata – dokumentarni film, režija: Frano Vodopivec, Kršćanska sadašnjost, 1971.
- Kolekcionar – crtani film, režija: Milan Blažeković, Zagreb film/SCF, 1971.
- Mislilac – crtani film, režija: Zlatko Pavlinić, Zagreb film/SCF, 1971.
- Pčelica je rođena – crtani film, režija: Aleksandar Marks i Vladimir Jutriša, Zagreb film, 1971.
- Ribe – crtani film, režija: Milan Blažeković, Zagreb film, 1971.
- Stakla Antuna Motike – dokumentarni film, režija: Borislav Benažić, Zagreb film, 1971.
- U gori raste zelen bor – igrani film, režija: Antun Vrdoljak, Jadran film, 1971.
- U paukovoj mreži – crtani film, režija: Aleksandar Marks i Vladimir Jutriša, Zagreb film, 1971.
- Antika – dokumentarni film, režija: Lordan Zafranović, Adria film (Zagreb), 1972.
- Benediktinke – dokumentarni film, režija: Eduard Galić, Zagreb film, 1972.
- Ivan Lacković Croata – dokumentarni film, režija: Antun Vrdoljak, Zagreb film/SDF, 1972.
- Kišobran – crtani film, režija: Zdenko Gašparović, Zagreb film, 1972.
- Majka Božja Letnička – dokumentarni film, režija: Eduard Galić, Zagreb film, 1972.
- Predhistorija (Metalna razdoblja) – dokumentarni film, režija: Fadil Hadžić, Adria film, 1972.
- Rani srednji vijek – dokumentarno-obrazovni film, režija: Dušan Vukotić, Adria film, 1972.
- S krizantemom u pohode – dokumentarni film, režija: Josip Turčinović, Kršćanska sadašnjost, 1972.
- Zameteni trag – dokumentarni film, režija: Borislav Benažić, Zagreb film/SDF, 1972.
- Grad ptica u gradu ljudi – dokumentarni film, režija: Zlatko Sudović, Zagreb film/SDF, 1973.
- Kad bi nestalo vode – dokumentarni film, režija: Branko Ivanda, Adria film, 1973.
- Umjetnost islama – dokumentarni film, režija: Karpo Aćimović-Godina, Adria film, 1973.
- Basna – igrani film, režija: Ante Babaja, Zagreb film, 1974.
- Gotika i renesansa Jadrana – dokumentarni film, režija: Branko Ivanda, Adria film, 1974.
- Osvajač – crtani film, režija: Radivoj Gvozdanović, Zagreb film, 1974.
- Quo vadis? – crtani film, režija: Rudolf Borošak i Vladimir Hrs, Zagreb film, 1974.
- Pred zoru – igrani film, režija: Eduard Galić, Zagreb film, 1974.
- Predhistorija – Keramika – dokumentarni film, režija: Bogdan Žižić, Adria film, 1974.
- Ribari iz Urka – dokumentarni film, režija: Krsto Papić, Zagreb film, 1974.
- Romanika / Umjetnost na tlu Jugoslavije – dokumentarni film, režija: Nikola Babić, Adria film, 1974.
- Skrbnik – crtani film, režija: Leopold Fabiani i Rudolf Borošak, Zagreb film, 1974.
- Slika – crtani film, režija: Radivoj Gvozdanović, Zagreb film, 1974.
- Stećci – dokumentarni film, režija: Želimir Mesarić, Adria film, 1974.
- Umjetnost 20. stoljeća – dokumentarni film, režija: Nikola Tanhofer, Adria film, Zagreb, 1974.
- Vis major – crtani film, režija: Zlatko Pavlinić, Zagreb film, 1974.
- Kravar Marko – crtani film, režija: Aleksandar Marks i Neven Petričić, Zagreb film, 1975. –
- Čekaonica – dokumentarni film, režija: Ante Babaja, Zagreb film, 1975.
- Korablja – dokumentarni film, režija: Milica Borojević, Zagreb film, 1976.
- Univerzum – crtani film, režija: Rudolf Borošak, Zagreb film, 1976.
- Josip Vaništa – dokumentarni film, režija: Zlatko Sudović, Zagreb film, 1977.
- Juraj Dalmatinac – dokumentarni film, režija: Oktavijan Miletić, Jadran film, 1977.
- Zašto je pile žuto, a koka nije – igrani film, režija: Vladimir Fulgosi, Zagreb film, 1977.
- Talijin trag – dokumentarni film, režija: Oktavijan Miletić, Zagreb film, 1978.
- Trnoruže – crtani film, režija: Leopold Fabiani, Zagreb film, 1978.
- Pogrebnik – crtani film, režija: Aleksandar Marks i Vladimir Jutriša, Zagreb film, 1979.
- Crna ptica – crtani film, režija: Vladimir Jutriša i Aleksandar Marks, Zagreb film, 1980.
- Izgubljeni zavičaj – igrani film, režija: Ante Babaja, Jadran film, 1980.
- Ljudima prijatelj – dokumentarni film, režija: Miroslav Hlevnjak, Kršćanska sadašnjost, 1980.
- Slika – crtani film, režija: Rudolf Borošak, Zagreb film, 1980.
- Tajna Nikole Tesle – igrani film, režija: Krsto Papić, Zagreb film/Kinematografi, 1980.
- O prvom planetarnom summitu – dokumentarni film, režija: Rudolf Sremec, Zagreb film, 1981.
- Tko je Videku napravio košuljicu – crtani film, režija: Aleksandar Marks, Filmoteka 16, 1981.
- Opsesija – crtani film, režija: Aleksandar Marks i Vladimir Jutriša, Zagreb film, 1982.
- Svijetla sjena – dokumentarni film, režija: Miroslav Hlevnjak, Kršćanska sadašnjost, 1983.
- Antun Motika – dokumentarni film, režija: Borislav Benažić, Filmoteka 16, 1992.
- Kamenita vrata – igrani film, režija: Ante Babaja, Jadran film, 1992.
- Olovna pričest – igrani film, režija: Eduard Galić, HRT, 1995.

## Nagrade i priznanja
- 1970. Nagrada Milka Trnina za koncertnu djelatnost
- 1984. Vjesnikova Nagrada Josip Štolcer Slavenski za Koncert za orgulje i orkestar
- 1989. Nagrada Vladimir Nazor za Partitu za orgulje i izvedbu ciklusa Nativité du Seigneur Oliviera Messiaena
- 1991. Nagrada Ivan Lukačić za koncert s djelima francuskih baroknih skladatelja
- 1995. Nagrada Vladimir Nazor za životno djelo
- 1996. (za 1995.) Nagrada Grada Zagreba za izniman doprinos u promicanju djela hrvatskih skladatelja i poticanje skladanja za orgulje
- 1996. odličje Reda Danice hrvatske s likom Marka Marulića za osobite zasluge u kulturi
- 1999. Nagrada Ivan Lukačić za doprinos istraživanjima hrvatske glazbene baštine te rekonstrukciju oratorija Julija Bajamontija Prijenos sv. Dujma
- 2002. Nagrada Porin za životno djelo
- 2010. Nagrada Lovro pl. Matačić Hrvatskoga društva glazbenih umjetnika za životno djelo[5]

## Poveznice
- Hrvatski skladatelji klasične i folklorne glazbe

## Vanjske poveznice
- Hrvatska akademija znanosti i umjetnosti: Anđelko Klobučar
- PORIN – Dobitnici nagrade za životno djelo: Anđelko Klobučar
- www.croatianhistory.net – Dr. fra Izak Špralja o Anđelku Klobučaru
- Hrvatsko društvo skladatelja: Anđelko Klobučar
- Matica hrvatska / Vijenac 206 – Dodi Komanov: »Čarolija različitosti«  Arhivirana inačica izvorne stranice od 21. kolovoza 2016. (Wayback Machine) (razgovor s Anđelkom Klobučarom)
- PORT.hr – Anđelko Klobučar
- LZMK – Filmski leksikon: Anđelko Klobučar  Arhivirana inačica izvorne stranice od 11. listopada 2016. (Wayback Machine)
- Discogs.com – Anđelko Klobučar
- IMDb – Andjelko Klobucar (engl.)